# 阿莱齐奥
阿莱齐奥（義大利語：Alezio），是意大利莱切省的一个市镇。总面积16平方公里，人口5540人，人口密度346.3人/平方公里（2009年）。ISTAT代码为075003。